# Świerklany (gemeente)
De gemeente Świerklany is een landgemeente in het Poolse woiwodschap Silezië, in powiat Rybnicki.
De zetel van de gemeente is in Jankowice Rybnickie (voorheen Świerklany Górne).

## Oppervlakte gegevens
In 2002 bedroeg de totale oppervlakte van gemeente Świerklany 24,02 km², waarvan:
- agrarisch gebied: 62%
- bossen: 15%

De gemeente beslaat 10,69% van de totale oppervlakte van de powiat.

## Demografie
Stand op 30 juni 2004:
| Omschrijving                   | Totaal | Totaal | Vrouwen | Vrouwen | Mannen | Mannen |
| ------------------------------ | ------ | ------ | ------- | ------- | ------ | ------ |
| eenheid                        | aantal | %      | aantal  | %       | aantal | %      |
| inwoners                       | 11 177 | 100    | 5685    | 50,9    | 5492   | 49,1   |
| bevolkingsdichtheid (inw./km²) | 465,3  | 465,3  | 236,7   | 236,7   | 228,6  | 228,6  |

In 2002 bedroeg het gemiddelde inkomen per inwoner 2116,34 zł.

## Aangrenzende gemeenten
Jastrzębie-Zdrój, Marklowice, Mszana, Rybnik, Żory